# Kryptopterus schilbeides
Kryptopterus schilbeides är en fiskart som först beskrevs av Bleeker, 1858.  Kryptopterus schilbeides ingår i släktet Kryptopterus och familjen malfiskar. Inga underarter finns listade i Catalogue of Life.